# Bohuslav Svoboda
Bohuslav Svoboda (Praga, 8 febbraio 1944) è un politico e medico ceco, sindaco di Praga dal 2010 al 2013 e nuovamente a partire dal 16 febbraio 2023.

## Biografia
Laureato in medicina all'Università Carolina, è stato eletto sindaco di Praga per la prima volta il 16 ottobre 2010 con una coalizione comprendente l'ODS e il Partito Social Democratico Ceco ed entra in carica il 30 novembre. Quest'accordo si romperà tuttavia appena un anno dopo l'elezione, quando Svoboda decide di unirsi a TOP 09, già alleato del suo partito a livello nazionale e primo partito in assemblea consiliare con 26 deputati eletti.
Fu costretto a dimettersi il 23 maggio 2013 a seguito di un voto di sfiducia presentato dal Partito Socialdemocratico e dal Partito Comunista di Boemia e Moravia.
Si ripresenta nel 2022 come leader della coalizione Spolu in vista delle elezioni comunali del settembre di quell'anno, che vinse con il 24,7% di preferenze. Dopo cinque mesi di consultazioni in cui si è firmato un accordo di alleanza fra il Partito Pirata Ceco e Sindaci e Indipendenti, Svoboda diventa nuovamente sindaco il 16 febbraio 2023.